# Verner Island
Verner Island ist eine Insel vor der Mawson-Küste des ostantarktischen Mac-Robertson-Lands. In der Gruppe der Jocelyn-Inseln in der Holme Bay liegt sie unmittelbar westlich von Petersen Island.
Luftaufnahmen der Lars-Christensen-Expedition 1936/37 dienten norwegischen Kartografen für die Kartierung der Insel. Wissenschaftler einer der Australian National Antarctic Research Expeditions nahmen 1956 eine neuerliche Kartierung vor. Namensgeber ist Verner Pedersen, leitender Offizier an Bord des Forschungsschiffs Thala Dan im Jahr 1961.